# Pat & Mat
Pat & Mat er en tjekkisk-slovakisk animeret stop-motion serie, der er skabt af Lubomír Beneš og Vladimír Jiránek. Serien handler om de to figurer Pat og Mat, der hjælper hinanden med at ordne alverdens ting, som regel med uheldige resultater. Ikke desto mindre kommer de altid med en form for løsning på problemerne i hvert afsnit. Seneste afsnit udsendtes i 2020, og der var da udsendt 129 episoder af serien.
Pat & Mat er en serie uden dialog med kun baggrundsmusik og lydeffekter. Handlingen foregår på en sådan måde, at man stadig forstår, hvad der foregår uden yderligere forklaring. Dette har medført, at serien er nem at distribuere til udlandet, da den ikke skal oversættes.

## Historie
De to karakterer optrådte for første gang i en kortfilm fra 1976 kaldet Kuťáci (på dansk “Kløerne”). Senere blev der lavet flere afsnit som del af sæson 2, hvor figurerne fik deres endelige udseende.
Pat er iført en gul skjorte og blå hue, mens Mat normalt bærer en rød skjorte og strikhue. I de tidlige film var Mat nogle gange iført en grå sweater og havde et mere aflangt hoved, men i den første film har karaktererne ikke hatte på. Navnene Pat og Mat fik de først i 1989, som blev seriens officielle navn. Længden af episoderne varierer typisk mellem 6 og 10 minutter.
Beneš og Jiránek havde først et voksent publikum i tankerne da de skabte serien, men den blev hurtigt populær blandt alle aldersgrupper. I det tidligere Tjekkoslovakiet blev de første 35 afsnit produceret i et børnevenligt format på 7 minutter.
Serien er blevet sendt i andre lande såsom Sverige, Polen, Island, Tyskland, Schweiz, Brasilien, Finland, Holland, Kroatien, Norge, Spanien og Iran. I 1990 startede Lubomír Beneš sit eget studie i Prag med marketing i Zürich, hvor han sammen med sit team producerede ydeligere 14 afsnit, indtil sin død i 1995. Senere tog hans søn Marek Beneš over produktionen af episoder. I 2019 havde serien 117 afsnit, og mange af disse er også udgivet på DVD.